# Cidamón
Cidamón ist ein spanischer Ort und eine Gemeinde (Municipio) in der Region La Rioja mit 17 Einwohnern (Stand: 2024). Neben dem Hauptort Cidamón gehören die Ortschaft Casas Blancas sowie die Wüstungen Madrid de los Trillos und Negueruela zur Gemeinde.

## Lage
Cidamón liegt etwa 45 Kilometer südsüdwestlich von Vitoria-Gasteiz und etwa 35 Fahrtkilometer westlich von Logroño in einer Höhe von 585 m.

## Bevölkerungsentwicklung
| Jahr      | 1960 | 1970 | 1981 | 1991 | 2001 | 2011 | 2021 |
| Einwohner | 164  | 112  | 91   | 89   | 41   | 32   | 26   |

Infolge der Mechanisierung der Landwirtschaft und des daraus resultierenden geringeren Arbeitskräftebedarfs ist die Zahl der Einwohner seit der Mitte des 20. Jahrhunderts deutlich zurückgegangen.

## Sehenswürdigkeiten
- Kirche Mariä Engeln in Cidamón
- Marienkapelle in Cidamón

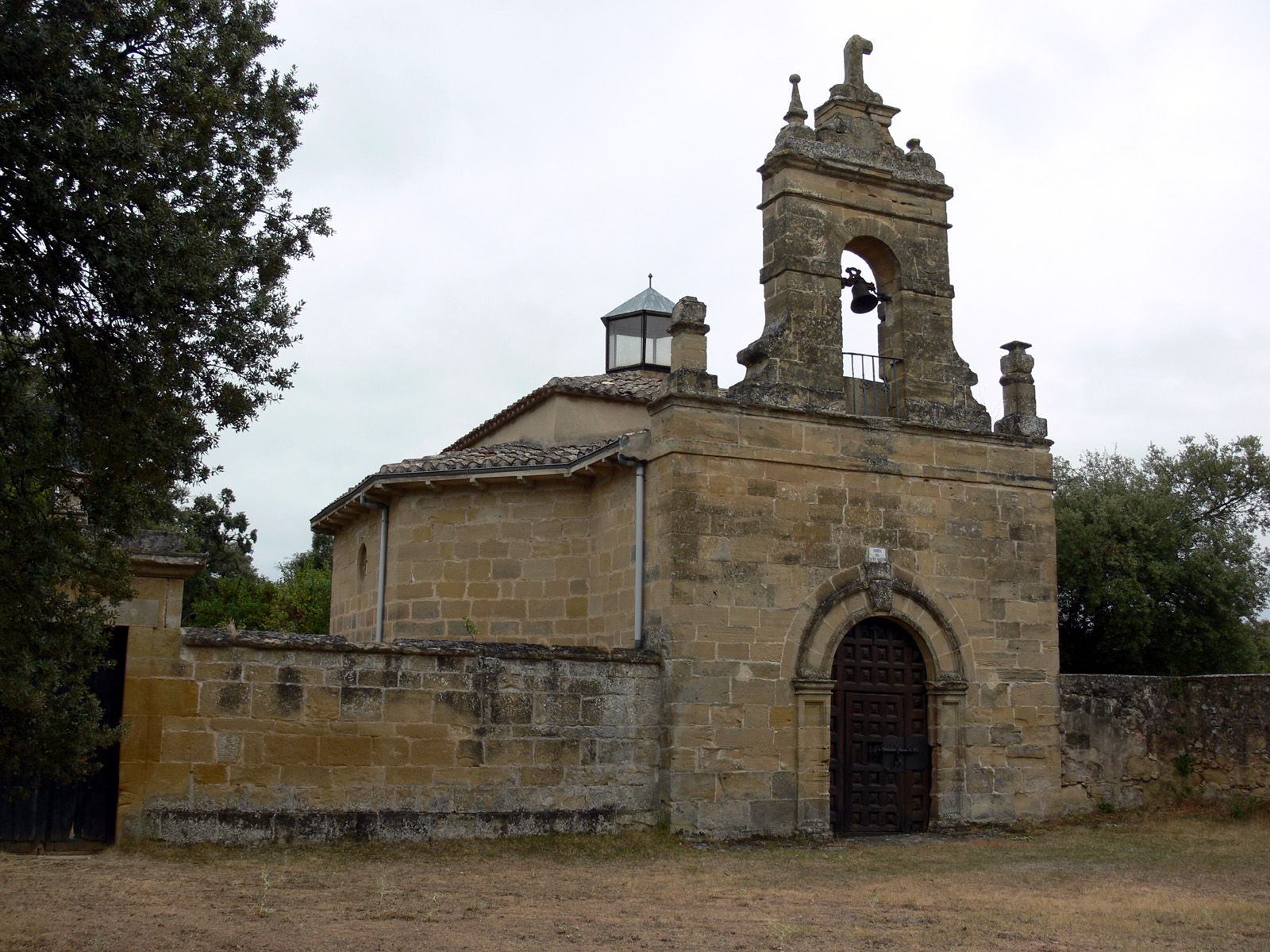
Marienkapelle